# Бхава
Бхава (санскрит. भाव bhāva, од корена भू bhū - бити) је пали израз који значи настајање, постајање, бивање. У биолошком смислу, значи зачеће.
У будизму, бхава је стање бића које се прво развија у уму а онда може бити доживљено и на спољашњем нивоу. Оно је претпоследња карика у ланцу условног настанка бића, непосредни услов за рођење. Према Будином учењу, бивање је једно од менталних излива (асава), и стоји као препрека на путу ослобођења.
| „                 | Исто као што и најмања количина измета заудара, тако не хвалим ни најмању количину бивања, чак ни за тренутак. | ” |
| — Сидарта Гаутама | |   |

Будизам разликује три нивоа бивања: на чулном нивоу, на нивоу облика и на безобличном нивоу.